# Integrale ellittico
In matematica, e particolarmente nel calcolo integrale, un integrale ellittico è una qualsiasi funzione {\displaystyle f} che può esprimersi nella forma:
{\displaystyle f(x)=\int _{c}^{x}R(t,P(t))\ dt}
dove {\displaystyle R} denota una funzione razionale dei suoi due argomenti, {\displaystyle P} è la radice quadrata di un polinomio in una variabile di grado {\displaystyle 3} o {\displaystyle 4} privo di radici multiple e {\displaystyle c} è una costante. La funzione {\displaystyle R} contiene almeno una potenza dispari di {\displaystyle P}, mentre {\displaystyle R^{2}} non ha fattori ripetuti.
Il concetto di integrale ellittico è emerso originariamente in connessione con il problema del calcolo della lunghezza degli archi di un'ellisse. I primi ad interessarsene e studiarli sono stati Fagnano ed Eulero.
In generale, gli integrali ellittici non possono essere espressi in termini di funzioni elementari; si hanno eccezioni a questo fatto quando {\displaystyle P} ha radici ripetute, o quando {\displaystyle R(x,y)} non contiene potenze dispari di {\displaystyle y}. Comunque, con appropriate riduzioni delle formule ogni integrale ellittico può essere riportato a una forma che coinvolge integrali di funzioni razionali, e le tre forme canoniche: integrali ellittici di prima, seconda e terza specie.  
Oltre alle forme sopra definite, gli integrali ellittici possono essere espressi nella forma di Legendre e nella forma simmetrica di Carlson. Ulteriori informazioni nella teoria degli integrali incompleti possono essere ricavate tramite l'utilizzo della trasformazione di Schwarz-Christoffel.
Le funzioni ellittiche sono state scoperte come funzioni inverse degli integrali ellittici, e in particolare la {\displaystyle F} tale che si abbia {\displaystyle F({\textrm {sn}}(z;k);k)=z}, dove {\displaystyle {\textrm {sn}}} denota una delle funzioni ellittiche di Jacobi.

## Notazione
Gli integrali ellittici sono spesso espressi come funzioni di argomenti variamente definiti. Queste rappresentazioni sono completamente equivalenti (danno lo stesso integrale ellittico), ma possono confondere a causa del loro differente aspetto. La maggior parte dei testi utilizza uno schema canonico di nomi degli argomenti:
- {\displaystyle k} è il modulo ellittico (o eccentricità)
- {\displaystyle m=k^{2}} è il parametro
- {\displaystyle \alpha } è l'angolo modulare, con {\displaystyle k=\sin \alpha }.

Si nota che una volta che si assegna una qualsiasi di queste relazioni, le altre ne sono completamente determinate. Gli integrali ellittici dipendono anche da un altro argomento {\displaystyle \phi }, ossia l'ampiezza, anche definito come il parametro {\displaystyle u} dato da {\displaystyle x=\sin \phi ={\textrm {sn}}\;u}, con {\displaystyle {\textrm {sn}}} una delle funzioni ellittiche di Jacobi.
Alcune relazioni addizionali che coinvolgono {\displaystyle u} includono:
{\displaystyle \cos \phi ={\textrm {cn}}\;u\qquad {\sqrt {1-m\sin ^{2}\phi }}={\textrm {dn}}\;u}
dove la seconda è nota come delta ampiezza, ed è scritta come {\displaystyle \Delta (\phi )={\textrm {dn}}\;u}. A volte in letteratura è chiamata anche modulo complementare.

## Integrale ellittico incompleto di prima specie
L'Integrale ellittico incompleto di prima specie {\displaystyle F} è definito, nella forma di Jacobi, come:
{\displaystyle F(x;k)=\int _{0}^{x}{\frac {1}{\sqrt {(1-t^{2})(1-k^{2}t^{2})}}}\ dt}
Equivalentemente, usando una notazione alternativa:
{\displaystyle F(x;k)=F(\phi |m)=F(\phi \setminus \alpha )=\int _{0}^{\phi }{\frac {1}{\sqrt {1-\sin ^{2}\alpha \sin ^{2}\theta }}}\ d\theta }
dove si comprende che quando si usa la barra verticale, l'argomento che segue la barra verticale è il parametro (come definito sopra), e quando si usa la barra retroversa l'argomento è il modulo angolare. Si noti che:
{\displaystyle F(x;k)=u}
con {\displaystyle u} definito come sopra: le funzioni ellittiche di Jacobi sono collegate alle inverse degli integrali ellittici.

## Integrale ellittico incompleto di seconda specie
L'integrale ellittico incompleto di seconda specie {\displaystyle E} è dato da:
{\displaystyle E(x;k)=\int _{0}^{x}{\frac {\sqrt {1-k^{2}t^{2}}}{\sqrt {1-t^{2}}}}\ dt}
In maniera equivalente, usando la notazione alternativa:
{\displaystyle E(x;k)=E(\phi |m)=E(\phi \setminus \alpha )=\int _{0}^{\phi }{\sqrt {1-\sin ^{2}\alpha \sin ^{2}\theta }}\ d\theta }
In statistica tale tipologia di integrale può essere utilizzato per rappresentare la lunghezza di curve continue crescenti come la curva di Lorenz (o spezzata di Lorenz)  dove {\displaystyle \phi =1} e {\displaystyle \theta =(\phi _{1},\phi _{2},\dots ,\phi _{n})} che indica il vettore dei parametri che individua l'elemento particolare nella famiglia di funzioni individuate dallo stesso integrale.
Ulteriori relazioni includono:
{\displaystyle E(\phi |m)=\int _{0}^{u}{\textrm {dn}}^{2}w\;dw=u-m\int _{0}^{u}{\textrm {sn}}^{2}w\;dw=(1-m)u+m\int _{0}^{u}{\textrm {cn}}^{2}w\;dw}

## Integrale ellittico incompleto di terza specie
L'integrale ellittico incompleto di terza specie {\displaystyle \Pi } è:
{\displaystyle \Pi (n;\phi |m)=\int _{0}^{x}{\frac {1}{1-nt^{2}}}{\frac {1}{\sqrt {(1-k^{2}t^{2})(1-t^{2})}}}\ dt}
oppure:
{\displaystyle \Pi (n;\phi |m)=\int _{0}^{\phi }{\frac {1}{1-n\sin ^{2}\theta }}{\frac {1}{\sqrt {(1-\sin ^{2}\alpha \sin ^{2}\theta )}}}\ d\theta }
o anche:
{\displaystyle \Pi (n;\phi |m)=\int _{0}^{u}{\frac {1}{1-n{\textrm {sn}}^{2}(w|m)}}\;dw}
Il numero {\displaystyle n} si chiama caratteristica, e può assumere qualsiasi valore indipendentemente dagli altri argomenti. Si noti che il valore {\displaystyle \Pi (1;\pi /2|m)} è infinito per qualsiasi valore di {\displaystyle m}.

## Integrale ellittico completo di prima specie
L'integrale ellittico completo di prima specie {\displaystyle K} è definito come segue:
{\displaystyle K(k)=\int _{0}^{1}{\frac {1}{\sqrt {(1-t^{2})(1-k^{2}t^{2})}}}\ dt}
e può essere calcolato in termini di media aritmetica-geometrica.
Può anche essere calcolato con il seguente sviluppo in serie di Taylor:
{\displaystyle K(k)={\frac {\pi }{2}}\sum _{n=0}^{\infty }k^{2n}{\frac {((2n)!)^{2}}{16^{n}(n!)^{4}}}}
oppure in forma di integrale del seno, quando {\displaystyle 0\leq k\leq 1}
{\displaystyle K(k)=\int _{0}^{\frac {\pi }{2}}{\frac {d\theta }{\sqrt {1-k^{2}\sin ^{2}\theta }}}}
L'integrale ellittico completo di prima specie è chiamato qualche volta in letteratura anglofona quarter period.

## Integrale ellittico completo di seconda specie
L'integrale ellittico completo di seconda specie {\displaystyle E} è definito come:
{\displaystyle E(k)=\int _{0}^{1}{\frac {\sqrt {1-k^{2}t^{2}}}{\sqrt {1-t^{2}}}}\ dt}
Può anche essere calcolato con il seguente sviluppo in serie di Taylor:
{\displaystyle E(k)={\frac {\pi }{2}}\sum _{n=0}^{\infty }{{\frac {1}{2}} \choose n}(-1)^{n}k^{2n}{\frac {(2n-1)!!}{(2n)!!}}}
oppure in forma di integrale del seno, quando {\displaystyle 0\leq k\leq 1}:
{\displaystyle E(k)=\int _{0}^{\frac {\pi }{2}}{\sqrt {1-k^{2}\sin ^{2}\theta }}\ d\theta }